# Gösta Carlsson
Gustaf Vilhelm "Gösta" Carlsson (2 de fevereiro de 1906 — 5 de outubro de 1992) foi um ciclista sueco de ciclismo de estrada, ativo durante as décadas de 1920 e 1930.

## Carreira
Carlsson competiu como representante de seu país, Suécia, nos Jogos Olímpicos de Verão de 1928 em Amsterdã. Lá ele conquistou duas medalhas de bronze na prova de estrada individual e no contrarrelógio por equipes. Os outros ciclistas da equipe foram Erik Jansson e Georg Johnsson.
Nacionalmente, Carlsson venceu três individuais (100 km, 1926–28) e nove títulos no contrarrelógio por equipes (1925–32). Após sua retirada das competições, ele trabalhou como professor numa escola primária.